# Теоклимен
Теоклимен (грч. Θεοκλύμενος) је у грчкој митологији било име више личности.

## Етимологија
Име Теоклимен има значење „славан као бог“.

## Митологија
- Краљ Египта који је желео да се ожени Хеленом. Био је син Протеја и Псамате.[2] Према једној верзији мита, Хера, која је мрзела Париса, направила је Хеленин варљиви лик (ејдолон), којим се Парис и оженио и око кога су се Грци и Тројанци сукобили. За то време је Хермес, по Зевсовом налогу, поверио Хелену на чување Протеју и она је за његовог живота била безбедна. Међутим, након његове смрти, Теоклимен ју је прогањао. Након разарања Троје, Менелај је стигао у Египат са варљивим ликом за који је мислио да је његова супруга, те угледао своју праву супругу. Варљиви лик је нестао, а они су се, уз помоћ Диоскура, вратили у Спарту.[3]
- Кадмов пратилац који му је помогао да жртвује делфску краву.[2] Ова крава је водила Кадма до места где се скрасио, односно основао Тебу.[4]
- Тебанац, љубавник Исмене, Едипове кћерке, коју је Тидеј убио када је кренула на састанак са њим.[2]
- У Хомеровој „Одисеји“ и према Хигину, пророк, који када је убио човека у Аргу, потражио уточиште код Одисејевог сина Телемаха када је кренуо натраг у домовину. Његов отац је био Полифид или Тестор.[5][6][7] Он је умео да прориче гледајући птице и тако је прорекао Телемаху да ће завладати Итаком. Такође је рекао да је Одисеј већ тамо и да прерушен посматра збивања, али му Пенелопа није поверовала. Нису му поверовали ни њени просци и чак га исмејали када је за вечером прорекао њихову скору смрт.[8]
- Син Тмола и Омфале, који је сахранио свог оца кога је убила бесна Артемида, те је планину Тмол назвао по њему.[1]